# Lacrosse ai Giochi mondiali 2025
Le competizioni di lacrosse ai Giochi mondiali 2025 si sono svolte dal 7 al 10 agosto 2025 a Chengdu, in Cina.
È stato disputato solamente il torneo femminile.

## Podi
| Specialità                  | Oro         | Argento | Bronzo    |
| Torneo femminile (dettagli) | Stati Uniti | Canada  | Australia |

## Medagliere
| Posiz. | Nazione     | Oro | Argento | Bronzo | Totale |
| ------ | ----------- | --- | ------- | ------ | ------ |
| 1      | Stati Uniti | 1   | 0       | 0      | 1      |
| 2      | Canada      | 0   | 1       | 0      | 1      |
| 3      | Australia   | 0   | 0       | 1      | 1      |
| Totale | Totale      | 1   | 1       | 1      | 3      |